# Hessenplatz (Linz)
Der Hessenplatz ist ein Platz in der oberösterreichischen Landeshauptstadt Linz. In der Mitte des Platzes befindet sich der Hessenpark mit dem Neptunbrunnen.

## Geschichte
Die Geschichte des Hessenplatz geht auf das Jahr 1850 zurück. Seit damals fanden auf den damaligen Lehenbauer-Gründen regelmäßig Märkte statt, ab 1861 wurde hier das erste Linzer Volksfest veranstaltet. Gleichzeitig wurden ausgehend vom Hessenplatz zwischen 1850 und 1900 die umliegenden Gründe verbaut, wodurch das Neustadtviertel entstand. Im Jahr 1865 errichtete man an der Westseite des heutigen Platzes die Volksfesthalle, das spätere Kolosseum. Während des Zweiten Weltkriegs wurde das Kolosseum durch Bomben zu zwei Dritteln zerstört und 1947 schließlich zur Gänze abgebrochen. Auf den Gründen des Kolosseums errichtete man 1950 das Gebäude der heutigen Wirtschaftskammer.
Der Hessenplatz hieß ursprünglich ab 1864 schlicht Marktplatz, 1914 wurde er zu Ehren des deutschen Kaisers Wilhelm II. in Kaiser-Wilhelm-Platz umbenannt. Nach dem Ende des Ersten Weltkriegs erhielt der Platz 1921 den Namen Pestalozziplatz nach dem Pädagogen Johann Heinrich Pestalozzi (1746–1827). Nach den Februarkämpfen wurde der Platz 1934 nach dem 1733 aufgestellten Linzer Hausregiment k.u.k. Infanterieregiment „Ernst Ludwig Großherzog von Hessen und bei Rhein“ Nr. 14 benannt.

## Bauwerke

### Neptunbrunnen

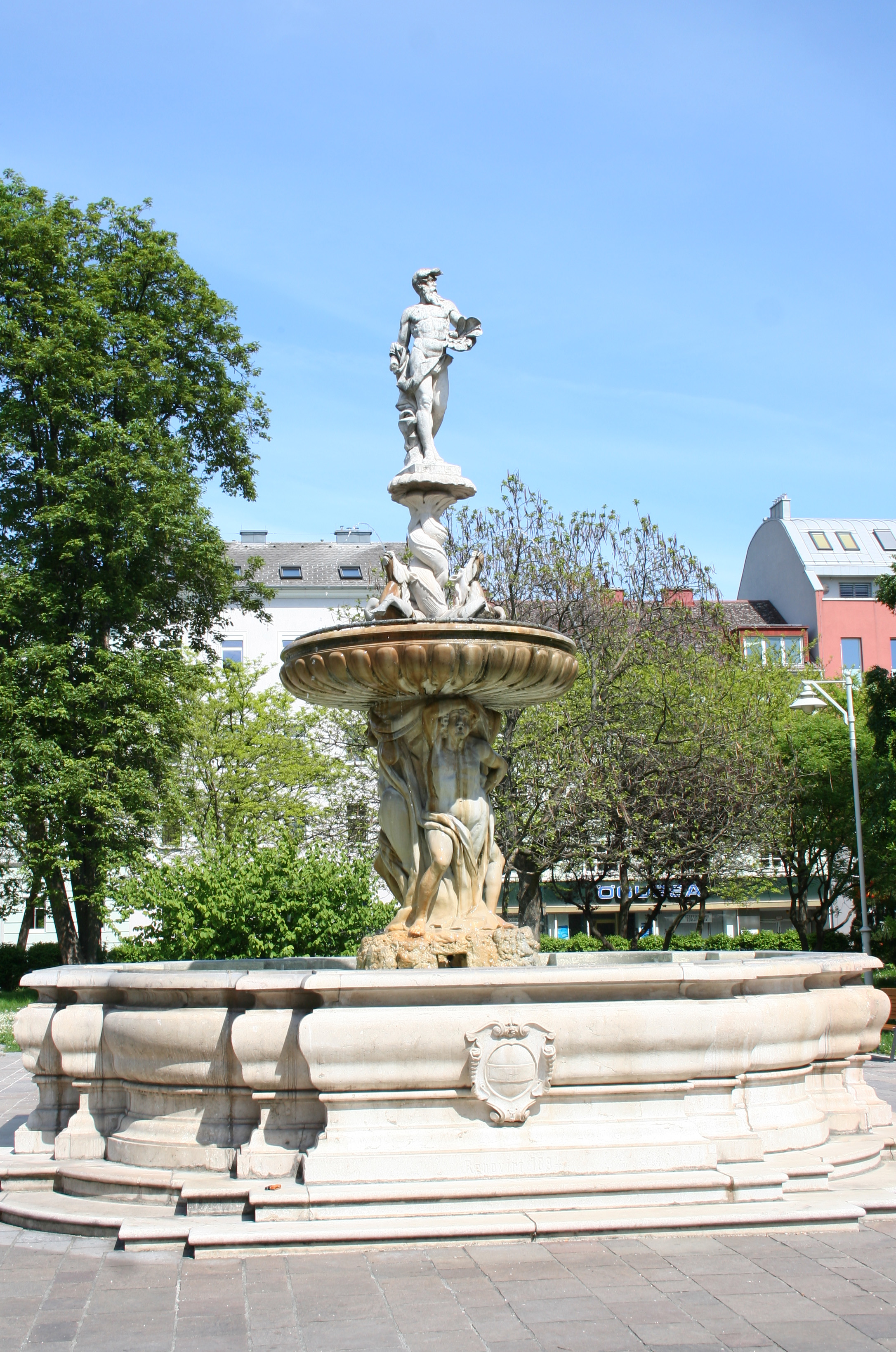
Neptunbrunnen

Der ehemalige Jupiterbrunnen wurde 1686 geschaffen und befand sich bis 1872 am Linzer Hauptplatz, wobei die Skulptur des Jupiters verloren ging. Der Brunnen wurde 1876 zum Hessenplatz übersiedelt und die von den drei Figuren gehaltene Schale mit Blumen gefüllt. Nach einer Restaurierung 1894 wurde der Brunnen mit einer neuen Neptun-Figur ausgestattet. Das Becken mit rund 6 Meter Durchmesser und kreisförmigem Grundriss ist von Wappenornamenten geschmückt, die den Bindenschild sowie das Stadtwappen zeigen. In der Mitte halten drei Atlanten eine Schale, auf der sich drei Meeresfabelwesen befinden. Auf den zusammengedrehten Schwänzen dieser Fabelwesen steht eine Neptunfigur mit Dreizack.

### Nr. 3 Wirtschaftskammer

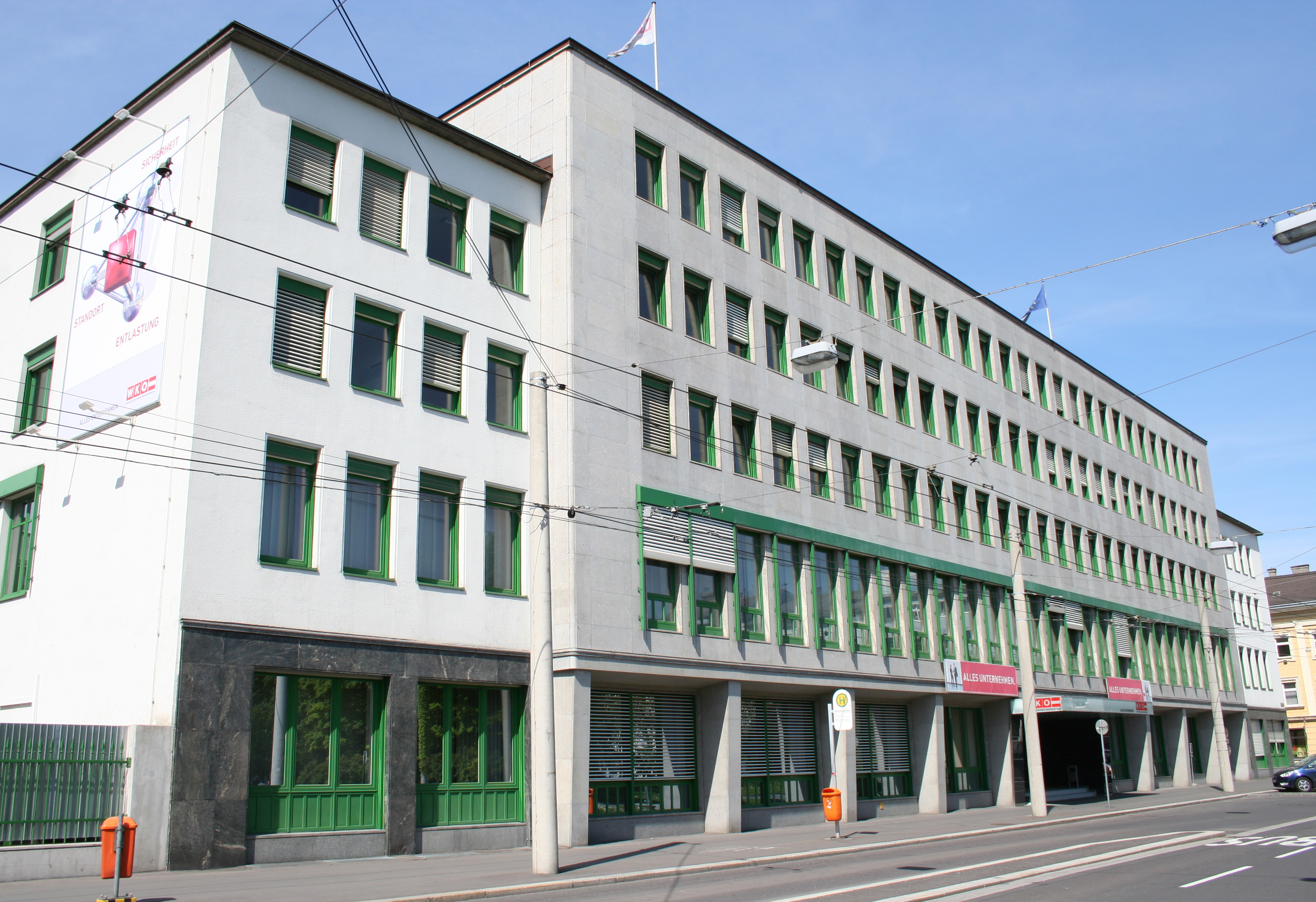
Wirtschaftskammer Oberösterreich

Der hufeisenförmige, monumentale Baublock entstand 1950 anstelle des zerbombten und abgebrochenen Kolosseum. Es handelt sich um einen fünfgeschoßigen, 27-achsigen Bau mit, erhöhtem Mittelvorsprung und mit zwei je viergeschoßigen Seitenachsen. Der prototypische Bau für die Architektur der 1950er Jahre wurde von der Arbeitsgemeinschaft der Architekten Kurt Schlauss, Gustav Lassy und Paul Theer sowie unter Bauleitung von Hans Aigner errichtet.

### Nr. 13 Historistisches Wohnhaus
Das Wohnhaus wurde 1877 von Baumeister Anton Schrittwieser für die Fabriksbesitzersgattin Theresia Kirchmaier errichtet. Es handelt sich um ein strenghistoristisches Wohnhaus mit Fassadendekor in den Formen der Neorenaissance. Das Erscheinungsbild im Erdgeschoß wurde jedoch durch Geschäftseinbauten teilweise zerstört. In der Mittelachse befindet sich ein von manieristischen Halbsäulen flankiertes Rundbogenportal. Darüber wurde ein Balkon mit Steinbalustrade auf Konsolen errichtet. Die Fassade im ersten Obergeschoß ist gebändert und wurde durch Gesimse betont. Die Fenster wurde als Ädikula mit Segmentgiebeln ausgeführt, die Rahmen besteht aus korinthischen Wandpfeilern. Im glatt verputzten zweiten Obergeschoß finden sich Dreieckgiebelverdachungen und Wandpfeiler. Die Seitenvorsprünge wurde mit einer Rahmung aus Ortsteinen und abweichenden Fenstergestaltungen ausgeführt.